# Google Ngram Viewer
Google Ngram Viewer è un motore di ricerca sviluppato da Google per mostrare attraverso un grafico, quanto è stata presente una specifica parola o nome nei libri scritti in un certo periodo.
Google Ngram Viewer supporta la ricerca di parti del discorso e l'uso di wildcards. Il programma può cercare una parola o una frase, compresi errori di ortografia o parole incomprensibili.